# 세르주 갱스부르 (영화)
세르주 갱스부르(Gainsbourg [Vie Heroique], Serge Gainsbourg)는 미국에서 제작된 조안 스파 감독의 2010년 드라마 영화이다. 에릭 엘모스니노 등이 주연으로 출연하였고 마크 드 폰타비체 등이 제작에 참여하였다.

## 출연

### 주연
- 에릭 엘모스니노
- 루시 고든

### 조연
- 레티샤 카스타
- 더그 존스
- 아나 무글라리스
- 밀레느 잠파노이
- 사라 포레스티에
- 케이시 모텟 클레인
- 라즈반 바실레스쿠
- 디나라 드루카로바
- 필리프 카트린
- 욜랜드 모로
- 오필리아 콜브
- 끌로드 샤브롤
- 프랑소와 모렐
- 필립페 듀쿠에스네
- 그레고리 가데부아
- 알리스 카렐
- 조안 스파
- 로저 몰리엔
- 아르노 추린
- 귀욤 비리
- 올리버 사이위
- 빈센트 콜롬보
- 피에르 브리체즈
- 쟝 피에르 고스
- 데니스 팔고스
- 프랑크 브루노
- 모리스 안토니
- 재클린 스타웁
- 제롬 차파테
- 마크 드 폰타비체
- 디디에 룹퍼
- 클로이 콜루드
- 리사 제이콥스
- 로세테
- 스테판 바투
- 몬체 리베
- 다니엘 이소포
- 칠리 곤잘레스
- 리아드 사투프

## 제작진
- 원작자: 조안 스파
- Line PD: 매튜 글레드힐
- 미술: 크리스티앙 마르티
- 세트: 이자벨 지라르
- 의상: 파스칼린 샤반느
- 배역: 스테판 바투
- 배역: 데스 해밀턴